# U-217
| U-217                      | U-217                                                            | U-217                                                            |
| -------------------------- | ---------------------------------------------------------------- | ---------------------------------------------------------------- |
|                            |                                                                  |                                                                  |
|                            |                                                                  |                                                                  |
|                            |                                                                  |                                                                  |
| Під прапором               | Третій рейх                                                      | Третій рейх                                                      |
| Спуск на воду              | 15 листопада 1941 року                                           | 15 листопада 1941 року                                           |
| Виведений зі складу флоту  | 5 червня 1943 року                                               | 5 червня 1943 року                                               |
| Сучасний статус            | затоплений                                                       | затоплений                                                       |
| Проєкт                     |                                                                  |                                                                  |
| Тип ПЧ                     | Підводний мінний загороджувач                                    | Підводний мінний загороджувач                                    |
| Основні характеристики     |                                                                  |                                                                  |
| Швидкість (надводна)       | 16,7 вузла                                                       | 16,7 вузла                                                       |
| Швидкість (підводна)       | 7,3 вузла                                                        | 7,3 вузла                                                        |
| Робоча глибина занурення   | 100                                                              | 100                                                              |
| Гранична глибина занурення | 200 м                                                            | 200 м                                                            |
| Екіпаж                     | 46 осіб                                                          | 46 осіб                                                          |
| Розміри                    |                                                                  |                                                                  |
| Довжина найбільша (по КВЛ) | 76,9 м                                                           | 76,9 м                                                           |
| Ширина корпусу найб.       | 6,4 м                                                            | 6,4 м                                                            |
| Висота                     | 9,7 м                                                            | 9,7 м                                                            |
| Середня осадка (по КВЛ)    | 5 м                                                              | 5 м                                                              |
| Водотоннажність надводна   | 965 т                                                            | 965 т                                                            |
| Озброєння                  |                                                                  |                                                                  |
| Артилерія                  | одна палубна гармата калібру 88-мм та одна 20-мм зенітна гармата | одна палубна гармата калібру 88-мм та одна 20-мм зенітна гармата |
| Торпедно- мінне озброєння  | 4 носових та 1 кормовий ТА. 14 торпед або 15 мін                 | 4 носових та 1 кормовий ТА. 14 торпед або 15 мін                 |

U-217 — німецький підводний човен типу VIID, часів  Другої світової війни.
Замовлення на будівництво човна було віддане 16 лютого 1940 року. Човен заклали на верфі «F. Krupp Germaniawerft AG» у місті Кіль 30 січня 1941 року під заводським номером 649, спущений на воду 15 листопада 1941 року, 31 січня 1942 року увійшов до складу 5-ї флотилії. За час служби також перебував у складі 9-ї флотилії. Єдиним командиром човна був капітан-лейтенант Курт Райхенбах-Клінке.
За час служби човен зробив 3 бойові походи, в яких потопив 3 (загальна водотоннажність 10 651 брт) судна.
5 червня 1943 року потоплений у Північній Атлантиці південно-західніше Азорських островів (30°18′ пн. ш. 42°50′ зх. д. / 30.300° пн. ш. 42.833° зх. д.) глибинними бомбами «Евенджерів» за підтримки «Вайлдкетів» з ескортного авіаносця ВМС США «Боуг». Всі 50 членів екіпажу загинули.

## Потоплені та пошкоджені кораблі[3]
| Назва       | Тип              | Належність      | Дата           | Тоннаж (БРТ) | Вантаж                                                      | Статус    | Місце                                                       |
| Sea Gull D. | риболовний човен | Велика Британія | 19 серпня 1942 | 75           | 65 пасажирів                                                | потоплено | 11°38′ пн. ш. 67°42′ зх. д. / 11.633° пн. ш. 67.700° зх. д. |
| Etna        | вантажне судно   | Швеція          | 14 грудня 1942 | 2 619        | 3400 т генеральних вантажів та 71 мішок дипломатичної пошти | потоплено | 17°43′ пн. ш. 46°15′ зх. д. / 17.717° пн. ш. 46.250° зх. д. |
| Rhexenor    | вантажне судно   | Велика Британія | 3 лютого 1943  | 7 959        | 6451 т какао-бобів                                          | потоплено | 24°59′ пн. ш. 43°37′ зх. д. / 24.983° пн. ш. 43.617° зх. д. |